# Jalen Jones
Jalen Jones (Dallas, Texas, 27 de mayo de 1993) es un baloncestista estadounidense que pertenece a la plantilla de Chorale Roanne Basket  de la LNB Pro A. Con 2,01 metros de estatura, juega en la posición de ala-pívot.

## Trayectoria deportiva

### Universidad
Jugó dos temporadas con los SMU de la Universidad Metodista del Sur, en las que promedió 11,0 puntos y 5,5 rebotes por partido. En 2013 fue transferido a los Texas A&M de la Universidad de Texas A&M, donde tras el año en blanco por la normativa de la NCAA jugó dos temporadas más, en las que promedió 14,5 puntos y 6,9 rebotes por partido. En 2015 fue incluido en el segundo mejor quinteto de la Southeastern Conference por los entrenadores, mientras que al año siguiente lo fue en el primero por entrenadores y prensa especializada.

### Profesional
Tras no ser elegido en el Draft de la NBA de 2016, se unió a los Toronto Raptors para disputar las Ligas de Verano. El 26 de septiembre fichó por los Boston Celtics, pero fue despedido el 20 de octubre tras disputar dos partidos de pretemporada.
El 31 de octubre fue adquirido por los Maine Red Claws de la NBA D-League como jugador afiliado de los Celtics.
El 2 de agosto de 2017 firmó un contrato de dos vías con los New Orleans Pelicans para jugar indistintamente en el equipo o en uno de los que componen la G League.
Tras ser despedido el 8 de enero de 2018 por los Pelicans, tres días más tarde firmó un contrato dual con Dallas Mavericks y Texas Legends.
El 2 de diciembre de 2018 se anuncia su fichaje con un contrato dual por los Cleveland Cavaliers y Canton Charge.
El 22 de enero de 2019 fichó por el KIROLBET Baskonia de la Liga Endesa.
Durante la temporada 2019-20 juega en las filas de los Capital City Go-Go de la G League, en el que promedia unas cifras de 19 puntos y 8 rebotes por encuentro.
En noviembre de 2020, firma por el Openjobmetis Varese de la Lega Basket Serie A.
El 4 de enero de 2022, firma por el JL Bourg Basket de la Pro A francesa.
El 10 de julio de 2022, fichó por el Hapoel Haifa B.C. de la Ligat ha'Al israelí.
El 15 de enero de 2023, firma por el U-BT Cluj-Napoca de la Liga Națională, la máxima competición de Rumanía.
El 23 de noviembre de 2023, firma por el Chorale Roanne Basket  de la LNB Pro A.

## Estadísticas de su carrera en la NBA

### Temporada regular
| Año     | Equipo      | PJ | PT | MPP  | %TC  | %3P   | %TL   | RPP | APP | ROB | TPP | PPP |
| ------- | ----------- | -- | -- | ---- | ---- | ----- | ----- | --- | --- | --- | --- | --- |
| 2016-17 | New Orleans | 4  | 0  | 4.8  | .250 | 1.000 | 1.000 | .8  | .0  | .0  | .0  | 1.3 |
| 2017-18 | Dallas      | 12 | 0  | 13.5 | .397 | .360  | .588  | 2.9 | .3  | .4  | .1  | 5.8 |
| Total   | Total       | 16 | 0  | 11.3 | .382 | .385  | .632  | 2.4 | .3  | .3  | .1  | 4.6 |